# Al-Mutawassita
Al-Mutawassita (arab. المتوسطة) – wieś w Syrii, w muhafazie Idlib. W 2004 roku liczyła 616 mieszkańców.